# مانويل أنطونيو كارو
مانويل أنطونيو كارو (بالإسبانية: Manuel Antonio Caro)‏ هو رسام تشيلي، ولد في 3 يونيو 1835 في أنكود في تشيلي، وتوفي في 14 يوليو 1903 في فالبارايسو في تشيلي.

## معرض صور

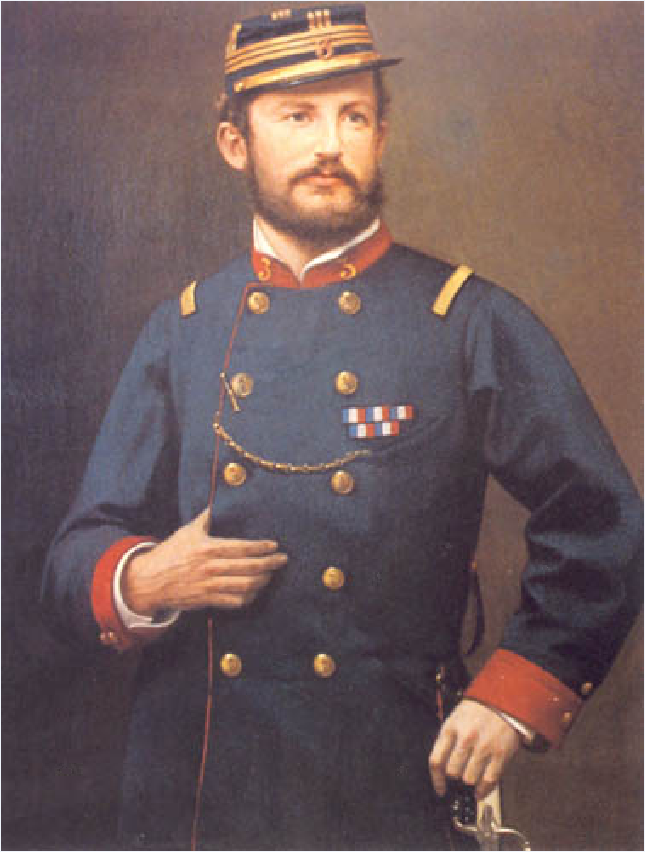
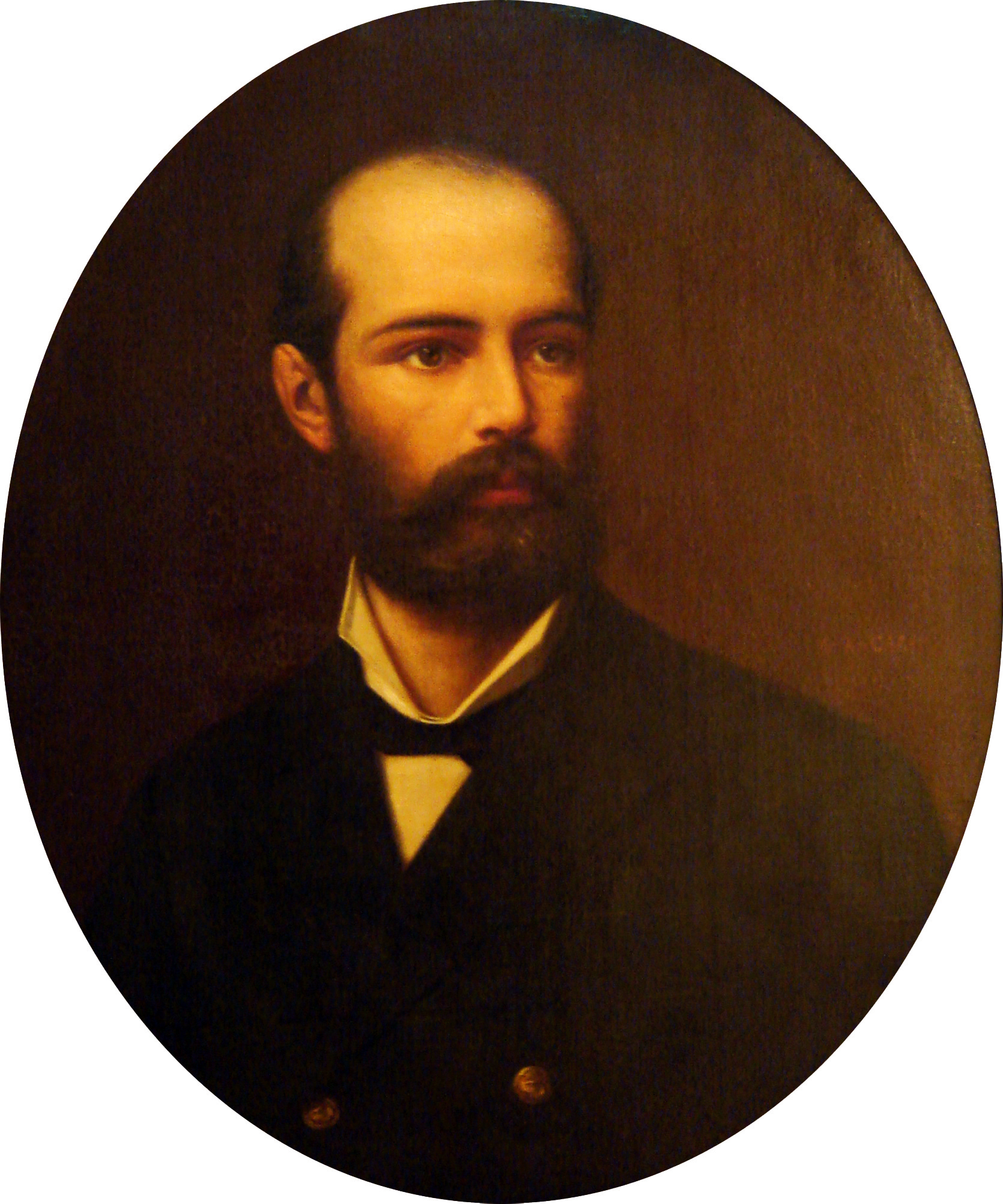
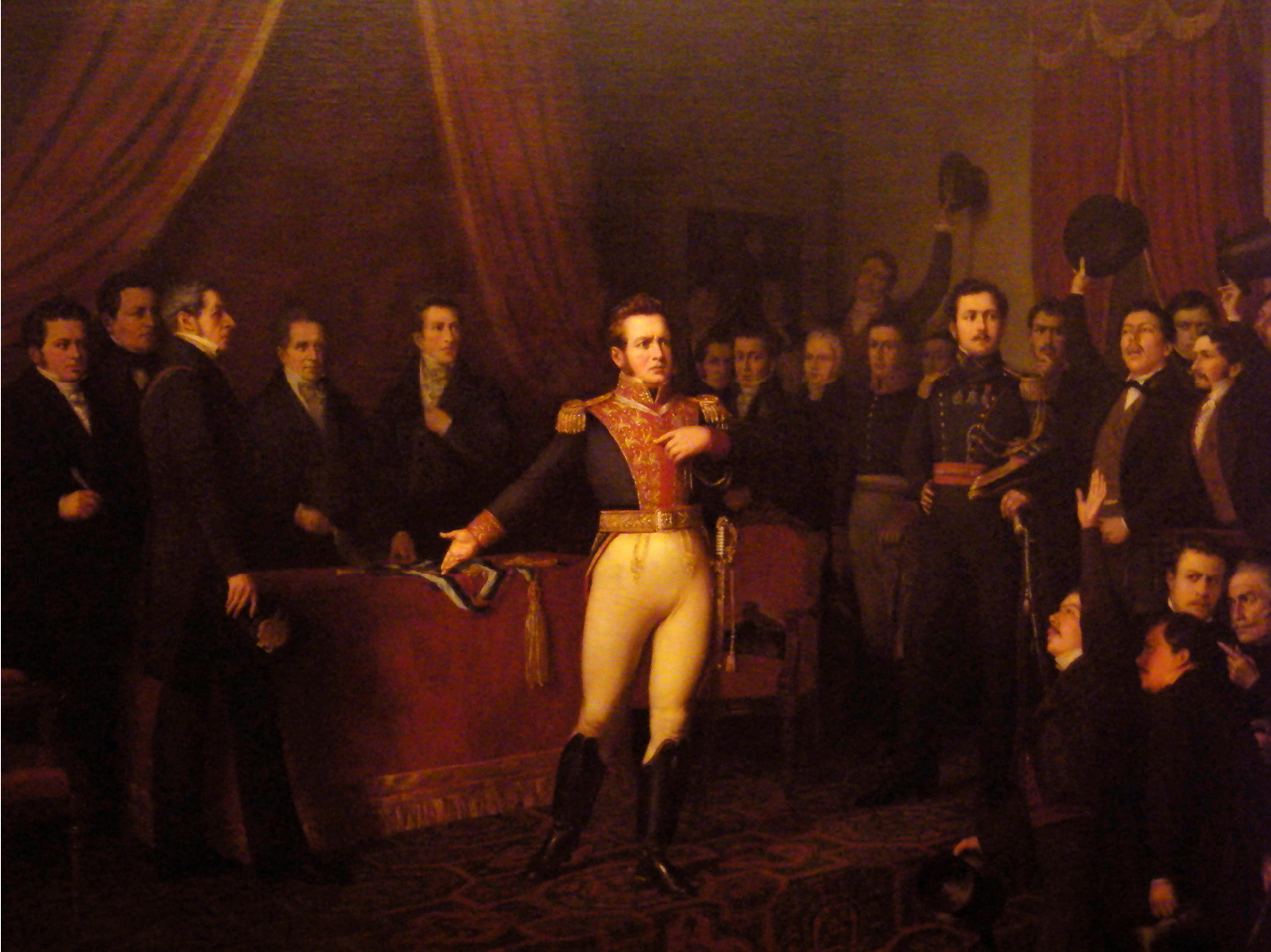
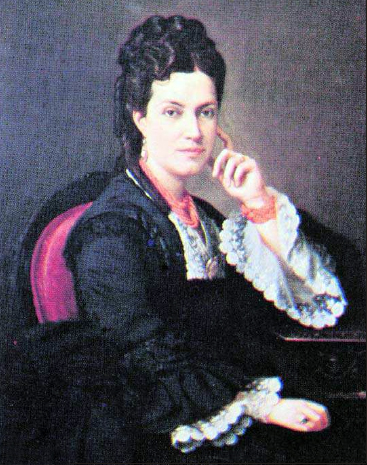
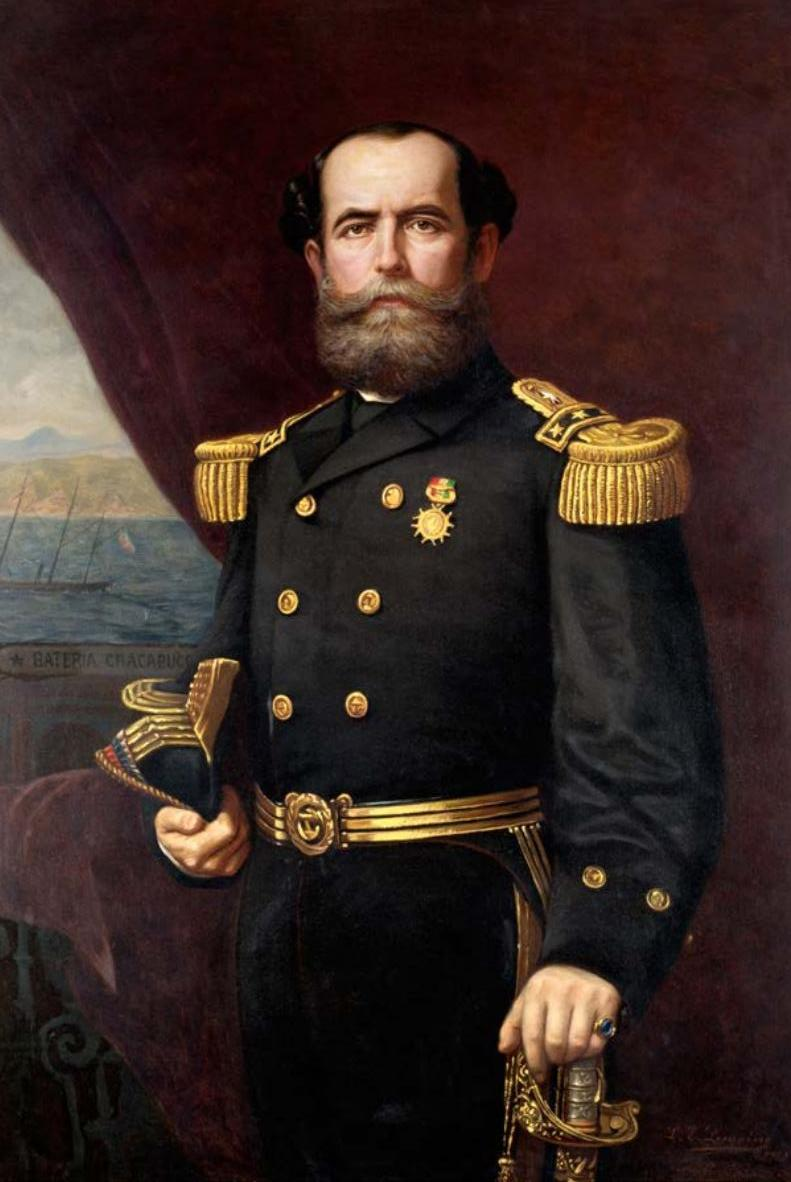